# アウグスト・ヴィルヘルム・フォン・プロイセン (1887-1949)

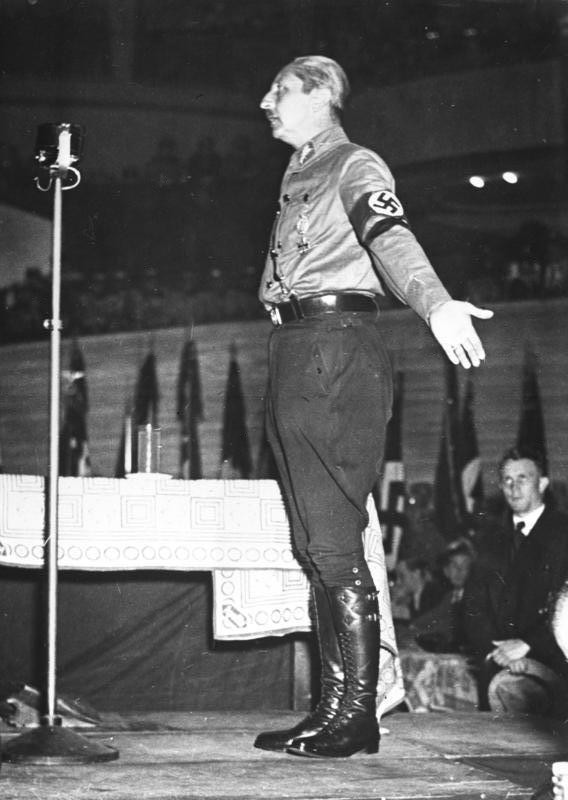
ナチ党の集会で演説するアウグスト（1932年）

アウグスト・ヴィルヘルム・フォン・プロイセン（ドイツ語: August Wilhelm von Preußen, 1887年1月29日 - 1949年3月25日）は、プロイセン及びドイツの王族、軍人、政治家。全名はアウグスト・ヴィルヘルム・ハインリヒ・ギュンター・ヴィクトル（ドイツ語: August Wilhelm Heinrich Günther Viktor）で、「Auwi」のあだ名でも知られる。陸軍の最終階級は中佐で突撃隊の最終階級は突撃隊大将。ヴィルヘルム2世の四男。

## 略歴
ヴィルヘルム2世（当時皇太子）とその妃であったシュレースヴィヒ＝ホルシュタイン公フリードリヒ8世の娘アウグステ・ヴィクトリア（1858年 - 1921年）の間に第四子としてポツダムの大理石宮殿で生まれた。ボン大学・ベルリン大学・シュトラスブルク大学で学び、1907年に国家学博士（Doktor der Staatswissenschaften）の学位を取得した。
第一次世界大戦中はドイツ帝国陸軍に中佐として勤務。共和制となった戦後は退役軍人グループ鉄兜団などに所属して保守的な政治活動を行った。さらにNSDAP（ナチス）とも接触を持つようになり、1930年に入党した。1933年には国会議員、1939年には突撃隊大将となった。戦時中もナチスとアドルフ・ヒトラーに忠実であったが、1942年には宣伝相ヨーゼフ・ゲッベルスを否定的にとらえるかのような発言をおこなったという。
ドイツ敗戦後、アウグスト・ヴィルヘルムはヒトラー政権下での経歴から｢ナチス幹部」とみなされ、1945年5月8日にアメリカ軍によって逮捕された。非ナチ化裁判により3年の懲役に処され、1948年に釈放された。釈放後まもなくしてソ連軍当局からも戦犯として逮捕状が出されたが、重病に陥っていたため逮捕を逃れ、1949年3月25日にシュトゥットガルトの病院で死去した。63歳没。

## 子女

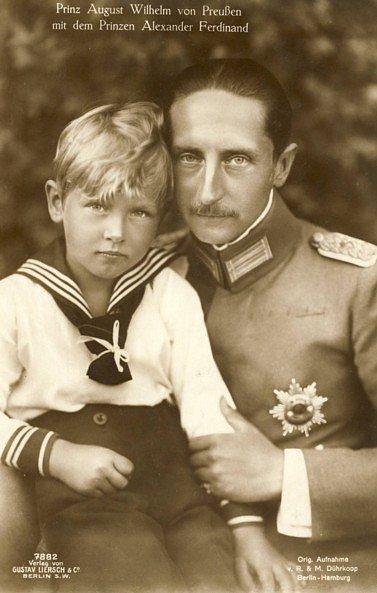
息子アレクサンダーを抱くアウグスト

1908年10月22日に、アウグスト・ヴィルヘルムはシュレースヴィヒ＝ホルシュタイン＝ゾンダーブルク＝グリュックスブルク公フリードリヒ・フェルディナントの娘で従妹のアレクサンドラ・ヴィクトリア（1887年 - 1957年）とベルリンで結婚し、彼女との間に一男をもうけた。しかし結婚生活はうまくいかず、1920年3月16日に離婚した。
- アレクサンダー・フェルディナント・アルブレヒト・アヒレス・ヴィルヘルム・ヨーゼフ・ヴィクトル・カール・フェオドール（1912年 – 1985年）